# Thyge Petersen
Thyge Petersen (n. 28 mai 1902, Horsens, Regiunea Midtjylland, Danemarca – d. 1 ianuarie 1964, Odense, Danemarca) a fost un boxer ce a reprezentat Danemarca, medaliat olimpic. A participat la o ediție a Jocurilor Olimpice (1924) în care a câștigat o medalie de argint.

## Participări
Lista de mai jos prezintă principalele competiții la care a participat Thyge Petersen de-a lungul carierei.
- boxe aux Jeux olympiques d'été de 1924 – poids mi-lourds hommes[*]